# رينزو شيبوت
رينزو شيبوت (بالإسبانية: Renzo Sheput)‏ (11 أغسطس 1980 بليما في بيرو - ) هو مدرب كرة قدم ولاعب كرة قدم بيروفي في مركز الوسط. شارك مع منتخب بيرو لكرة القدم. أما مع النوادي، فقد لعب مع خوان أوريتش ونادي سبورتينغ كريستال وديبورتيفو مانيسيبال ‏ ولا إكويداد ‏ وAlianza Atlético ‏ وكورونل بولوجنسي وسبورت بويز وUnión Minas ‏.

## وصلات خارجية
- رينزو شيبوت على موقع قاعدة بيانات كرة القدم.إي يو (الإنجليزية)
- رينزو شيبوت على موقع ناشيونال فوتبول تيمز (الإنجليزية)
- رينزو شيبوت على موقع Soccerway.com (الإنجليزية)
- رينزو شيبوت على موقع AS.com (الإسبانية)